# Bernhard Schwentner

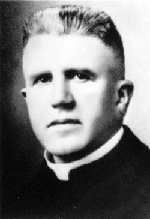
Bernhard Schwentner

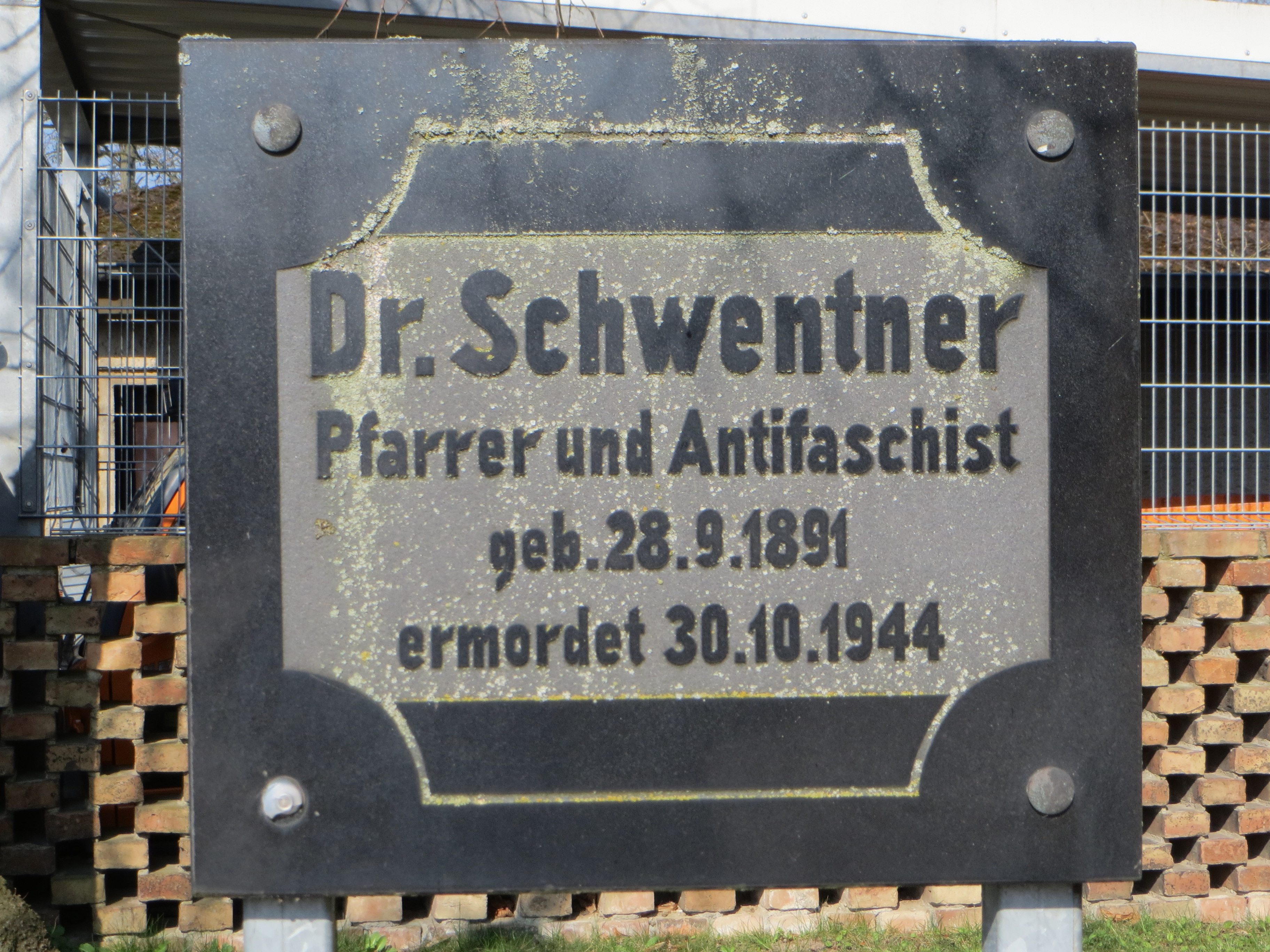
Gedenktafel am Friedhof Neustrelitz

Bernhard Schwentner (* 28. September 1891 in Schwerin; † 30. Oktober 1944 in Brandenburg-Görden) war ein deutscher Priester.

## Leben
Bernhard Schwentner wurde 1891 in Schwerin geboren. Nach dem Besuch des Gymnasiums studierte er ab 1910 in Münster. 1913 trat er in das Priesterseminar in Osnabrück ein und wurde am 7. März 1914 zum Priester geweiht. Bis zu seiner Einberufung war Schwentner Vikar an der St.-Marienkirche in Hamburg-St. Georg. Er wurde im Ersten Weltkrieg als Militärgeistlicher an der Front eingesetzt. Nach dem Ende des Krieges war er an der Hamburger St.-Ansgar-Kirche (Kleiner Michel) als Vikar tätig und wurde von der Universität Münster in Katholischer Theologie und im Anschluss von der Päpstlichen Universität Gregoriana in Kirchenrecht promoviert.
Von 1920 bis 1927 stand er im kirchlichen Dienst in der Gemeinde Friedrichstadt (heute Pfarrei Husum) in Schleswig-Holstein. Am 30. März 1927 wurde er zum Pfarrer von Neustrelitz ernannt, nebenamtlich betreute er die dortige Garnison. Der Bischof von Osnabrück übertrug ihm die Aufgaben des Dechanten für Mecklenburg.
Der wegen seiner Rechtschaffenheit und Aufrichtigkeit besonders angesehene Geistliche war den Nationalsozialisten missliebig. 1943 wurde er von einem Spitzel der Gestapo wegen angeblich staatsfeindlicher Äußerungen angezeigt und am 21. Oktober 1943 verhaftet. Obwohl Schwentner sich in der Zeit als Militärgeistlicher sehr eingesetzt und Freunde unter den Offizieren hatte, trat keiner für ihn ein. Die Bemühungen des Bischofs von Osnabrück, Hermann Wilhelm Berning, um die Freilassung blieben erfolglos. Von der Haftzeit und der Zeit bis zur Hinrichtung wird berichtet, er habe diese in Ruhe und Abgeklärtheit „in der Nachfolge Jesu Christi“ angenommen und ein Gedicht verfasst. Der Prozess habe weder zu einem Beweis geführt noch seien Entlastungszeugen vernommen worden, das Todesurteil habe wohl schon anfänglich festgestanden. Am 15. September 1944 wurde Pfarrer Bernhard Schwentner vom Volksgerichtshof wegen Wehrkraftzersetzung zum Tode verurteilt und am 30. Oktober 1944 im Zuchthaus Brandenburg-Görden hingerichtet. Die Urne mit seiner Asche wurde zuerst in Brandenburg, am 26. November 1949 dann in Neustrelitz beigesetzt.

## Würdigungen
Nach dem Krieg wurden mehrere Straßen nach ihm benannt, zum Beispiel in Hamburg, Schwerin und an seinem letzten Wirkungsort Neustrelitz. Im Jahre 1965 wurde neben der Neustrelitzer katholischen Kirche ein Denkmal aus Bronze für ihn errichtet, das die Urne mit seiner Asche enthält.
Die katholische Kirche hat Pfarrer Bernhard Schwentner im Jahr 1999 als Glaubenszeugen in das deutsche Martyrologium des 20. Jahrhunderts aufgenommen.
Im April 2012 wurde in der Strelitzer Straße 28a in Neustrelitz ein Stolperstein für ihn verlegt.